# Christchurch United
Christchurch United – półprofesjonalny, nowozelandzki klub piłkarski z siedzibą w Christchurch. Założony w 1970 roku, występuje w rozgrywkach Mainland Premier League. Sześciokrotny zdobywca mistrzostwa Nowej Zelandii w New Zealand National Soccer League.

## Osiągnięcia
- Mistrzostwo Nowej Zelandii (6): 1973, 1975, 1978, 1987, 1988 i 1991;
- Zdobywca Chatham Cup (6): 1972, 1974, 1975, 1976, 1989 i 1991[2].